# Oriskany Falls
Oriskany Falls – wieś w Stanach Zjednoczonych, w stanie Nowy Jork, w hrabstwie Oneida.